# KrAZ-260

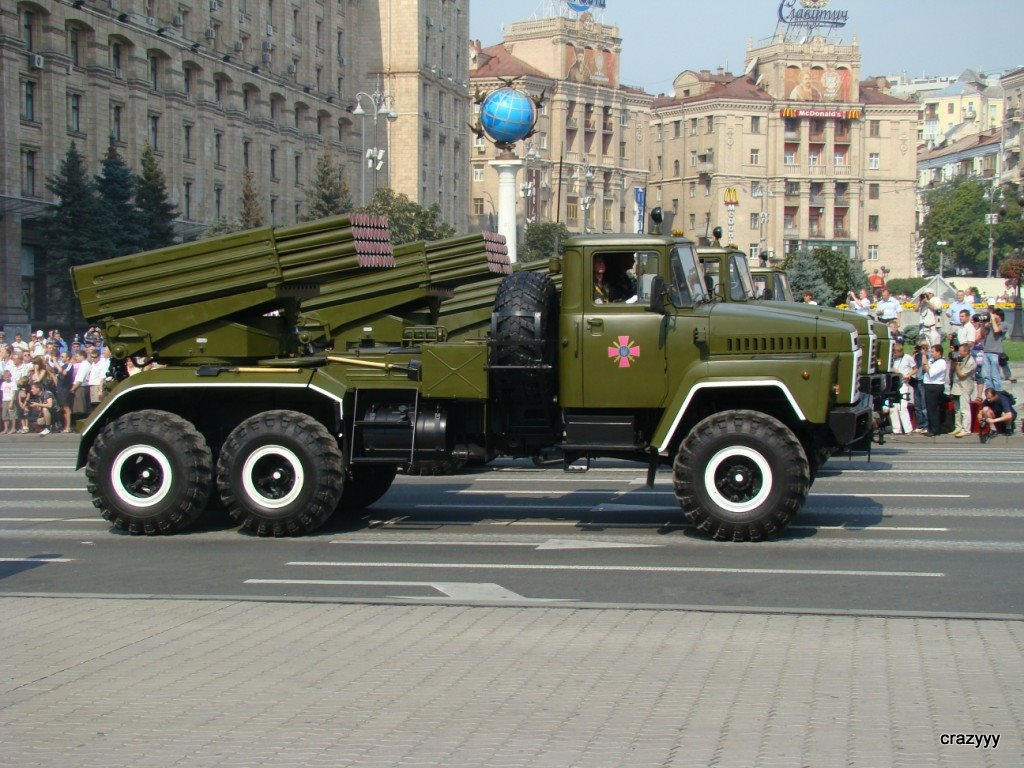
Ein KrAZ-260 mit Mehrfachraketenwerfer BM-21U als Aufbau, Kiew (2008)

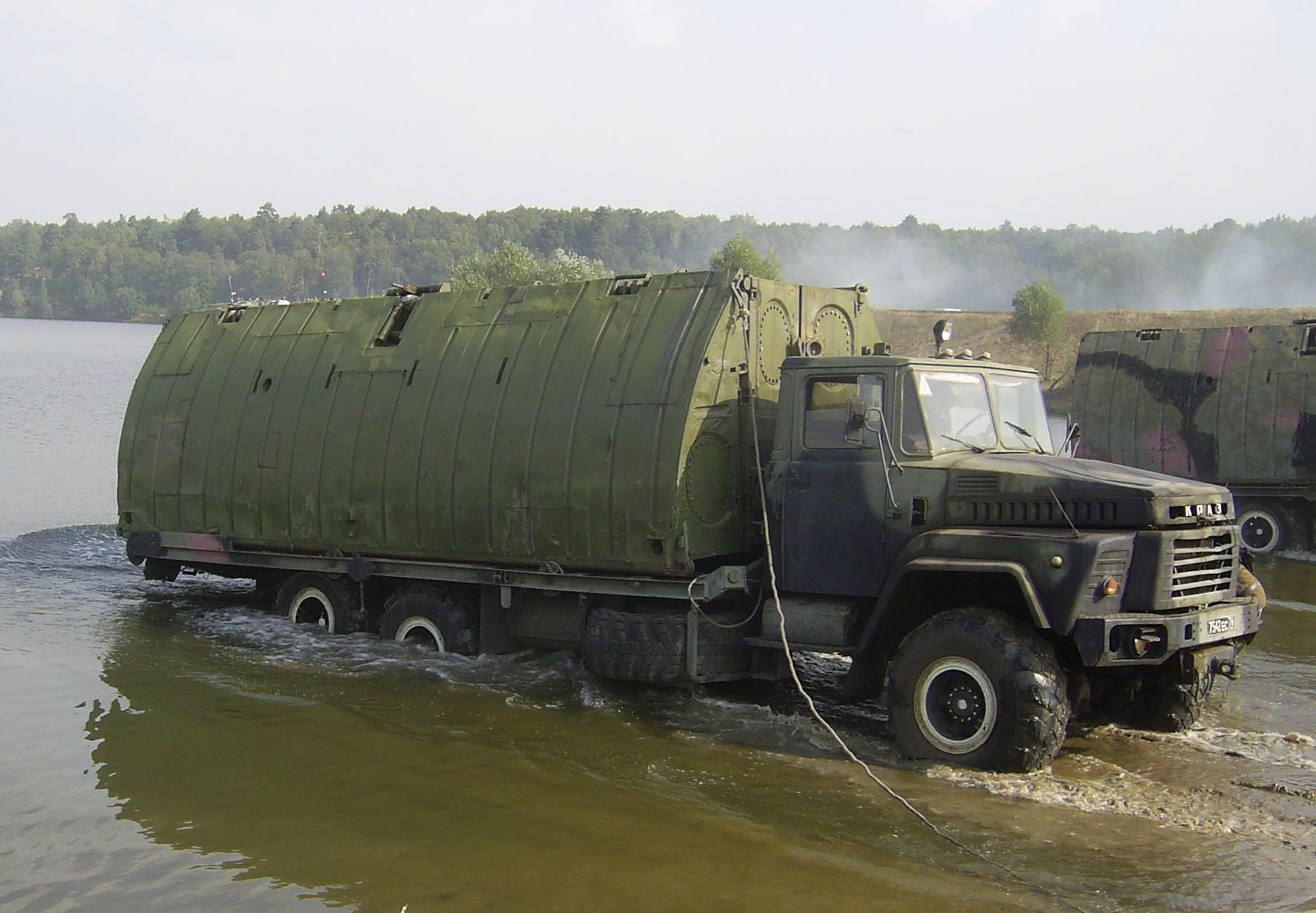
KrAZ-260 beim Zuwasserlassen eines Flusspontons des PPS-84-Pontonparks

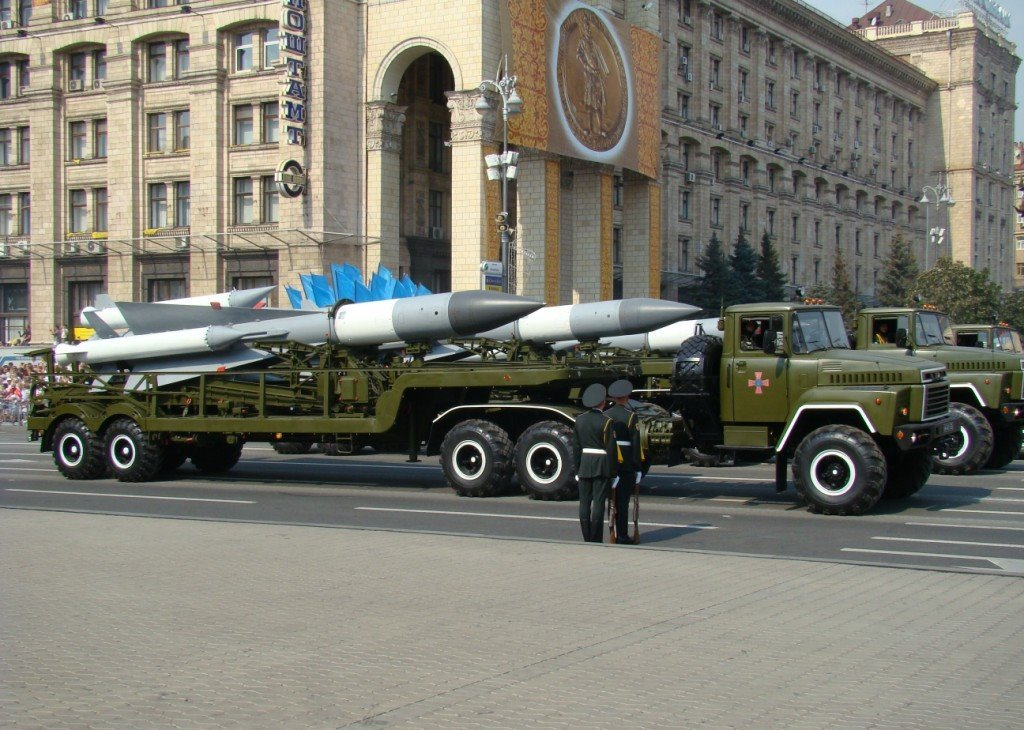
KrAZ-260 als Zugmaschinenausführung mit S-200-Raketen am ukrainischen Unabhängigkeitstag 2008 in Kiew

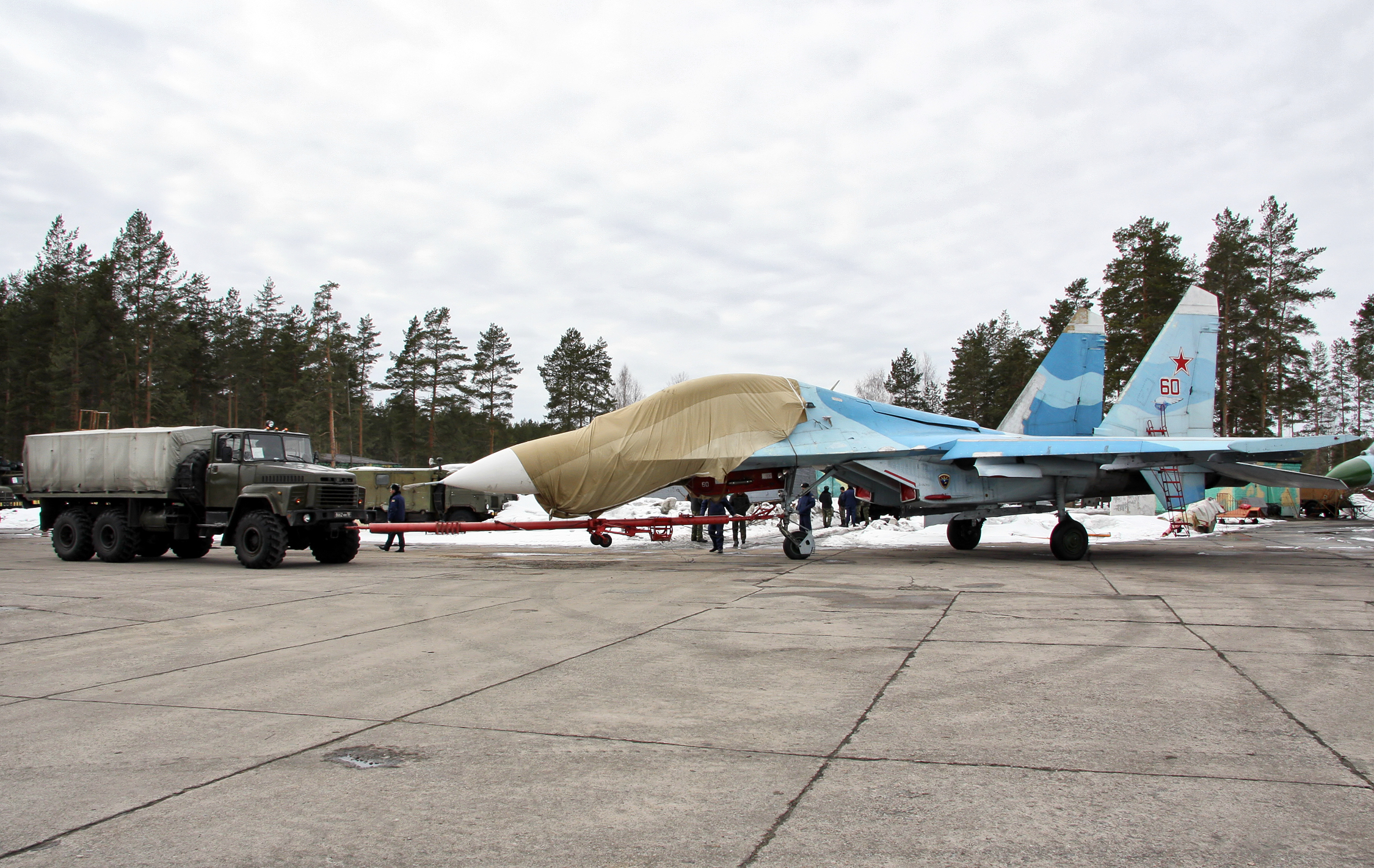
Ein KrAZ-260 im Einsatz als Flugzeugschlepper (2011)

Der KrAZ-260 (ukrainisch КрАЗ-260) ist ein Lastkraftwagen (6×6) des früheren sowjetischen und heute ukrainischen Fahrzeugherstellers KrAZ. Er ist das Nachfolgemodell des KrAZ-255 und ebenfalls in Haubenbauweise konstruiert. Mit dem KrAZ-250 existiert auch eine zivile Version des Fahrzeugs ohne Allradantrieb.

## Beschreibung
Die Serienproduktion der KrAZ-260 begann 1979, als die Produktionslinien im Krementschuker Automobilwerk vom KrAZ-255 auf den KrAZ-260 umgestellt wurden. Erst 1985 wurden die ersten KrAZ-260 bei einer Truppenparade auf dem Roten Platz in Moskau in der Öffentlichkeit gesichtet, als sie 152-mm-Haubitzen zogen.
 Das Fahrzeug kann bis zu 30 Tonnen schweres Gerät ziehen, wenn es nicht beladen ist. Bei voller Zuladung ist es immerhin noch möglich, zehn Tonnen zu ziehen. Die Einführung in der NVA erfolgte ab 1988.
Der KrAZ-260 ist mit einem Achtzylinderdieselmotor des Typs JaMZ-238L ausgestattet, der aus dem Hubraum von 14.866 cm3 eine Leistung von 300 PS (221 kW) schöpft. Auch das Schaltgetriebe vom Typ JaMZ-238B wurde vom Jaroslawski Motorny Sawod gefertigt. Es hat acht Vorwärts- und zwei Rückwärtsgänge, konstruktiv besteht es aus einem Vierganggetriebe mit Rückwärtsgang und einer zweistufigen Vorschaltgruppe. Als zentrales Bauteil des Allradantriebs ist außerdem ein Verteilergetriebe vorhanden, in welchem zusätzlich ein sperrbares Mitteldifferential und eine zweistufige Untersetzung für den Geländebetrieb eingebaut sind.
Seit 1994 wird eine modernisierte Variante des Fahrzeugs mit der Bezeichnung KrAZ-6322 als Nachfolger gebaut. Dieser Lkw-Typ ist mit dem JaMZ-238BL-Motor ausgestattet. Der KrAZ-260 wurde bis 1993 produziert.

## Modellvarianten
- KrAZ-260 – Basisversion, ab 1981 in Serie produziert.
- KrAZ-260A – Version mit überarbeitetem Motor des Typs JaMZ-238N. Das Fahrzeug verfügt über einen zusätzlichen Kraftstofftank.
- KrAZ-260W – Version als Sattelzugmaschine, die für ein zulässiges Gesamtgewicht von 27,5 t ausgelegt ist. Auf schlechten Straßen wird es auf 23 t reduziert.
- KrAZ-260G – Modellvariante mit verlängertem Fahrgestell
- KrAZ-260D – Prototyp einer Sattelzugmaschine mit Nebenantrieb für Sattelauflieger mit (über eine Zapfwelle) angetriebenen Achsen. Nur zwei Exemplare wurden hergestellt.
- KrAZ-260L – Prototyp eines Forstfahrzeugs, der nie in die Serienfertigung ging
- KrAZ-6437 – Forstfahrzeug, welches in Serie gefertigt wurde. Es gab verschiedene Änderungen am Fahrgestell.
- KrAZ-250 – Version ohne Allradantrieb, gebaut von 1978 bis 1992

## Militärischer Einsatz
Das Fahrzeug wird im Russisch-Ukrainischen Krieg von beiden Seiten eingesetzt. Laut dem Oryx-Blog gingen mit Stand November 2024 vier Fahrzeuge auf ukrainischer Seite, sowie elf Fahrzeuge auf russischer Seite verloren.

## Technische Daten
Für das Grundmodell KrAZ-260.
- Motor: Achtzylinder-Dieselmotor
- Motortyp: JaMZ-238L
- Leistung: 300 PS (221 kW)
- Hubraum: 14.860 cm³
- Verdichtung: 16,5:1
- Getriebe: Acht Vorwärts- und zwei Rückwärtsgänge, zusätzlich zweistufige Geländeuntersetzung im Verteilergetriebe
- Getriebetyp: JaMZ-238B
- Tankinhalt: 2×165 l +50 l Reserve
- Höchstgeschwindigkeit: 80 km/h
- Treibstoffverbrauch bei konstanten 50 km/h: 34 l/100 km
- Reichweite: 1000 km
- maximal befahrbare Steigung: 58 %
- Watfähigkeit: 1,2 m
- Bremsweg aus 40 km/h: 17,2 m
- Antriebsformel: 6×6

Abmessungen und Gewichte
- Länge: 9030 mm
- Breite: 2720 mm
- Höhe: 2985 mm
- Radstand: 4600+1400 mm
- Spurweite: 2160 mm
- Bodenfreiheit: 370 mm
- Wendekreis: 26 m
- Leergewicht: 12.775 kg
- Zulässiges Gesamtgewicht: 22.000 kg
- Zuladung: 9000 kg
- Maximale Anhängelast: 30.000 kg (Straße), 10.000 kg (Gelände)